# Chiesa di Santa Sabina (Pattada)
Santa Sabina è la chiesa parrocchiale di Pattada. Situata nel centro storico del paese, è dedicata alla patrona di Pattada.

## Storia
Le origini del tempio, eretto in stile gotico catalano, risalgono al XVI secolo, ma venne restaurato tra il 1789 e il 1811, e nuovamente dopo il 1929, anno in cui crollò la volta. Nel 1907 si verificò il crollo del campanile posteriore, risalente al 1558 e di forma cilindrica. Il 29 agosto 1941 la chiesa venne consacrata. Il campanile anteriore, più moderno, venne smantellato negli anni settanta perché pericolante. 
L'altare principale di marmo è di fine '800 e venne fatto erigere dopo la rimozione di quello ligneo dorato in stile barocco. Vittorio Angius, che descrisse l'antico altare in legno dopo una visita a Pattada, racconta che al centro vi era una statua di Santa Sabina e ai lati San Sebastiano, San Giuseppe, Sant'Eliseo e San Michele. Delle citate, le uniche statue superstiti sono quelle di Santa Sabina e San Sebastiano, le altre andarono bruciate assieme all'altare.
Dopo alcuni mesi di chiusura per ristrutturazione e restauro, la chiesa è stata riaperta al culto il 29 agosto 2018, in occasione della ricorrenza di Santa Sabina coincisa, non a caso, con il primo rientro in Sardegna del cardinale Giovanni Angelo Becciu dopo la nomina cardinalizia da parte di Papa Francesco. Per l'occasione, il vescovo di Ozieri mons. Corrado Melis ha donato alla parrocchia le reliquie di Santa Sabina, che rimarranno custodite nella chiesa. I lavori di ristrutturazione, proseguiti anche all'esterno dell'edificio, hanno portato alla riedificazione del campanile posteriore cilindrico crollato nel 1907.

## Stile architettonico e particolarità
Oggi, la chiesa si presenta dunque composta da una parte costruita dopo il crollo del 1929 e una parte più antica costituita dal presbiterio e dalle cappelle del transetto dedicate alla Madonna degli Angeli, quella a destra, e alla Santissima Trinità, quella a sinistra nella quale è custodito un altare ligneo cinquecentesco della Trinità. 

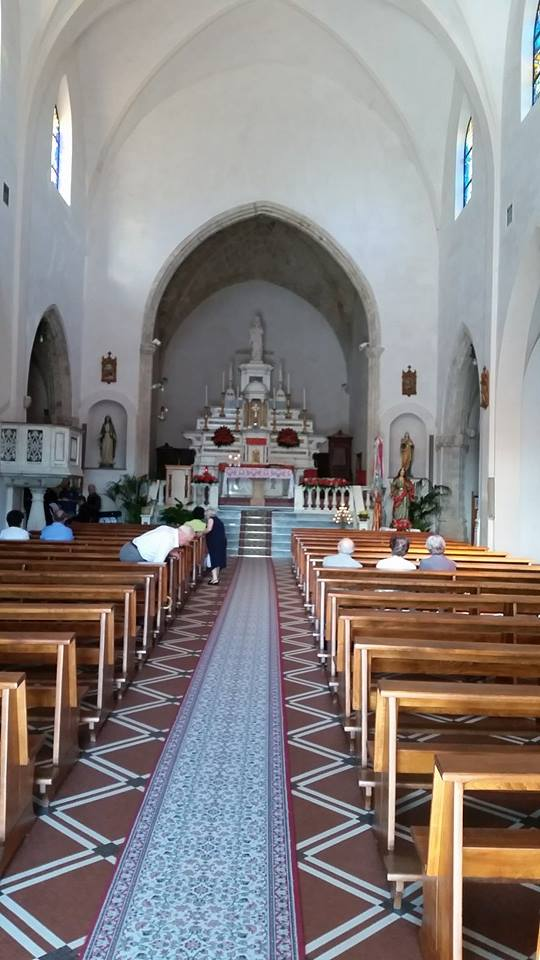
Interno

 Gli ambienti presentano una volta a crociera che poggia posteriormente su mensole ornate da fiori e anteriormente su due pilastri sfaccettati e dotati di capitelli diversi fra loro. Alcuni, infatti, sono ornati da figure angeliche e altri da racemi. I robusti costoloni delle crociere, al punto di congiunzione centrale, presentano delle gemme ornate da bassorilievi.
Particolare pregio ha poi l'imponente crocefisso ligneo seicentesco col Cristo snodabile, utilizzato, fino a pochi anni fa, durante i riti della Settimana Santa. Recenti interventi hanno portato all'inserimento di un massiccio portone di bronzo, raffigurante scene evangeliche, che rende la facciata ancor più maestosa ed elegante.